# Ross Haywood
Ross Haywood, född 18 februari 1947, är en australisk friidrottare. Han deltog vid olympiska sommarspelen 1976.